# Zerbuń

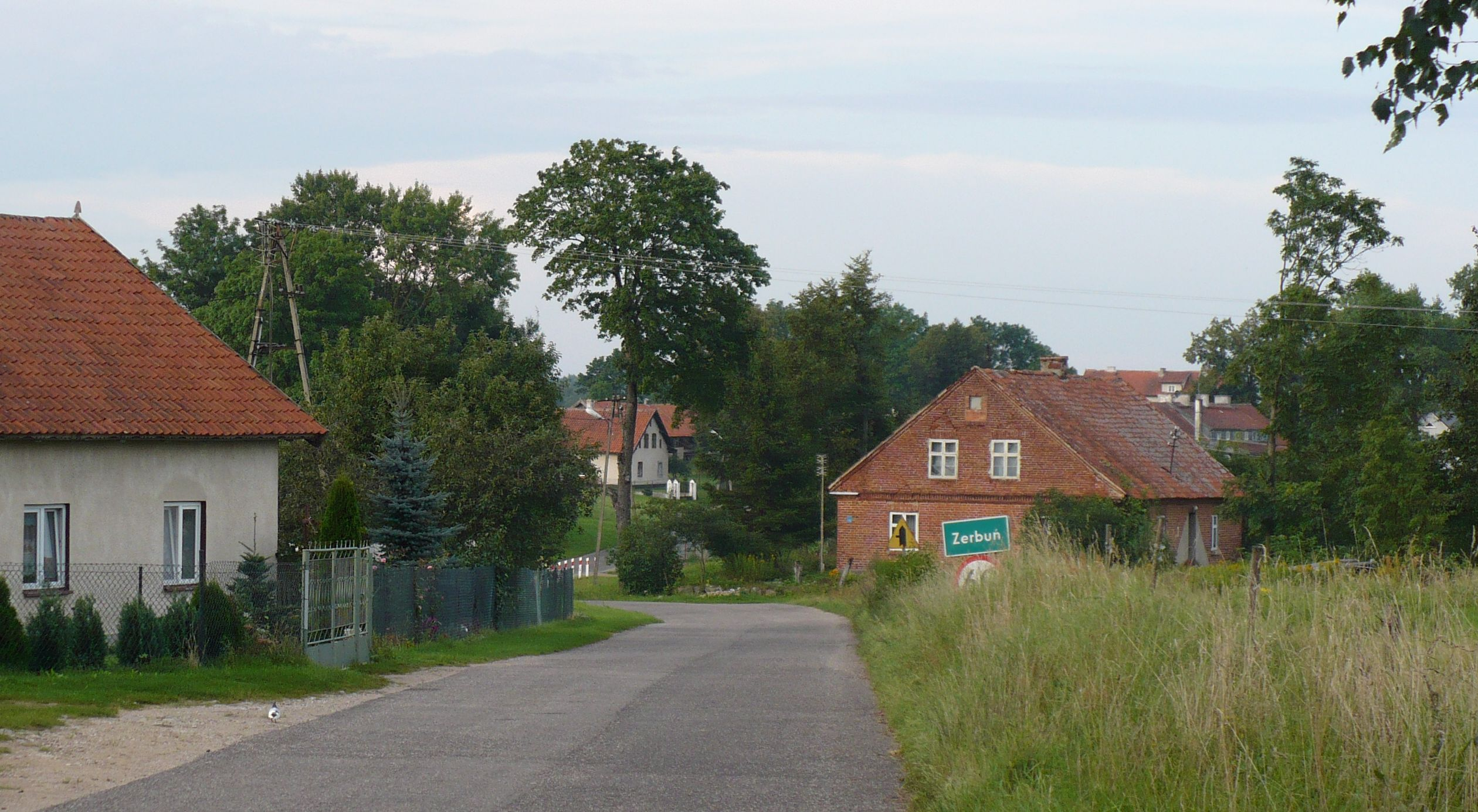
Ansicht auf Zerbuń

Zerbuń [zerbuɲ] (deutsch Sauerbaum, früher auch Sorbon, Serben) ist ein Dorf in der Region Ermland in Polen. Es gehört zur Stadt-und-Land-Gemeinde Jeziorany des Powiats Olsztyński in der Woiwodschaft Ermland-Masuren.

## Geographie

### Geographische Lage
Das Dorf liegt im Westen der Masurischen Seenplatte, die dem Baltischen Höhenrücken angehört. Charakteristisch für die Gegend sind zahlreiche Seen, Flüsse, sowie Nadel- und Mischwälder. Es liegt auf einer Höhe von 156 Metern über dem Meeresspiegel. 
Zerbuń liegt etwa acht Kilometer südöstlich vom Verwaltungszentrum der Landgemeinde in Jeziorany (Seeburg). Die nächsten Orte sind Biesowo (Groß Bössau/Groß Bößau), etwa 2,5 Kilometer im Osten und Biesówko (Klein Bössau/Klein Bößau), etwa 1,8 Kilometer im Nordosten. Das südliche Ufer des Bössauer Sees (polnisch Jezioro Tejstymy) verläuft in etwa zwei Kilometern Entfernung nordöstlich von Zerbuń. Haupteinnahmequellen der Einwohner sind die Forst- und Landwirtschaft.
Östlich vom Dorf verläuft die Droga krajowa 57 (DK57) (ehemalige deutsche Reichsstraße 128) Bartoszyce–Bisztynek–Biskupiec–Szczytno–Kleszewo.

### Geologie
Die Landschaft ist durch den fennoskandischen Eisschild gestaltet worden und ist eine postglaziale, hügelige, bewaldete Grundmoräne mit vielen Rinnen-, Binnenseen und Flüssen.

## Geschichte

### Ortsgeschichte
Ursprünglich war hier die Gau Barten der heidnischen Prußen. Nach der Zwangschristianisierung durch den Deutschen Orden war das Bistum Ermland seit 1243 ein Teil des Deutschordenslandes. Am 10. Februar 1369 verlieh der Bischof Ermlands Johann II. Stryprock an die vier Brüder Clauko, Herman, Heinco und Dyngon 32 Waldhufen nach dem Kulmer Recht. Sie verkauften ihr Besitztum an den bischöflichen Landmesser Tilo, und dieser veräußerte es an Johann Sorbom, nach dem das Gut Sorbon, später Sauerbaum, hieß. In dem Dreizehnjährigen Krieg (1454–1466) wurde Sauerbaum vollständig verwüstet.
Nach dem Zweiten Frieden von Thorn im Jahr 1466 wurde Ermland als autonomes Fürstbistum Ermland der Krone Polens unterordnet. Anfang der 1480er Jahre siedelten Familien der masowischen szlachta Opęchowski und Gratkowski auf der Dorfwüstung. Um 1500 siedelten die Familien Knobbelsdorf und Luzian. Mit der ersten Teilung Polens im Jahr 1772 wurde Ermland ein Teil des Königreichs Preußen. In den Jahren 1772/73 war der Grundbesitz von 58 Hufen zwischen die Familien von Gratkowski, von Knobelsdorff, von Koszciesza und von Oppenkowski verteilt.
Im Jahr 1785 war Sauerbaum ein adliges Dorf und gehörte zum Domänenamt Seeburg, das ab dem Jahr 1815 im Kreis Rößel lag. Im Juli 1874 ist der Amtsbezirk Bößau mit den Landgemeinden Groß Bössau (polnisch Biesowo), Klein Bössau (Biesówko), Kleisack (Zarębiec), Rothfließ (Czerwonka), Sauerbaum und Willims (Wilimy) und dem Gutsbezirk Kunzkeim (Droszewo) gebildet worden. Am Dorf wurde ein Gefallenendenkmal des Ersten Weltkriegs mit Gedenksteinen und -tafeln eingerichtet.
Aufgrund der Bestimmungen des Versailler Vertrags stimmte die Bevölkerung im Abstimmungsgebiet Allenstein, zu dem Sauerbaum gehörte, am 11. Juli 1920 über die weitere staatliche Zugehörigkeit zu Ostpreußen (und damit zu Deutschland) oder den Anschluss an Polen ab. In Sauerbaum stimmten 460 Einwohner für den Verbleib bei Ostpreußen, auf Polen entfielen 20 Stimmen.
Die größten Bauernhöfe in den Jahren 1930–1933 waren:
- Matthias Bolz, 30 ha
- J. Gorlitzki, 31 ha
- Franziska Klomfaß, 31 ha
- Paul Lingnau, 29 ha
- Joseph Masuck, 38 ha
- Otto Neumann, 38 ha
- Ferdinand von Oppenkowski, 188 ha
- Andreas Witt, 32 ha

Im Zuge der Ostpreußischen Operation wurde Sauerbaum am 1. Februar 1945 von der Roten Armee eingenommen und der sowjetischen Kommandantur unterstellt. Nach Kriegsende kam das Dorf zur Volksrepublik Polen und heißt seither Zerbuń.

### Einwohnerentwicklung
- 1785: 039 Feuerstellen
- 1820: 031 Feuerstellen, 104 Seelen
- 1885: 639
- 1905: 682
- 1910: 770
- 1928: 650
- 1933: 696
- 1939: 649
- 2011: 259

## Kirche
Bis 1945 war Sauerbaum in die evangelische Kirche Seeburg (Ostpreußen) (polnisch Jeziorany) in der Kirchenprovinz Ostpreußen der Kirche der Altpreußischen Union, außerdem in die römisch-katholische Kirche Groß Bössau/Groß Bößau (polnisch Biesowo) im damaligen Bistum Ermland eingepfarrt.
Heute gehört Zerbuń katholischerseits weiterhin zu Biesowo, das nun dem Erzbistum Ermland zugeordnet ist. Evangelischerseits ist Zerbuń zur Kapellengemeinde Biskupiec orientiert, einer Filialgemeinde der Pfarrei Sorkwity (Sorquitten) in der Diözese Masuren der Evangelisch-Augsburgischen Kirche in Polen.

## Verkehr
Zerbuń liegt an einer Nebenstraße, die bei Biesowo (Groß Bössau/Groß Bößau) von der polnischen Landesstraße 57 (einstige deutsche Reichsstraße 128) abzweigt und bis nach Wipsowo (Wieps) führt. In Sauerbaum endet eine von Jeziorany (Seeburg) über Miejska Wieś (Bürgerdorf) kommende Nebenstraße.
Eine Bahnanbindung besteht nicht.

## Einzelnachweise

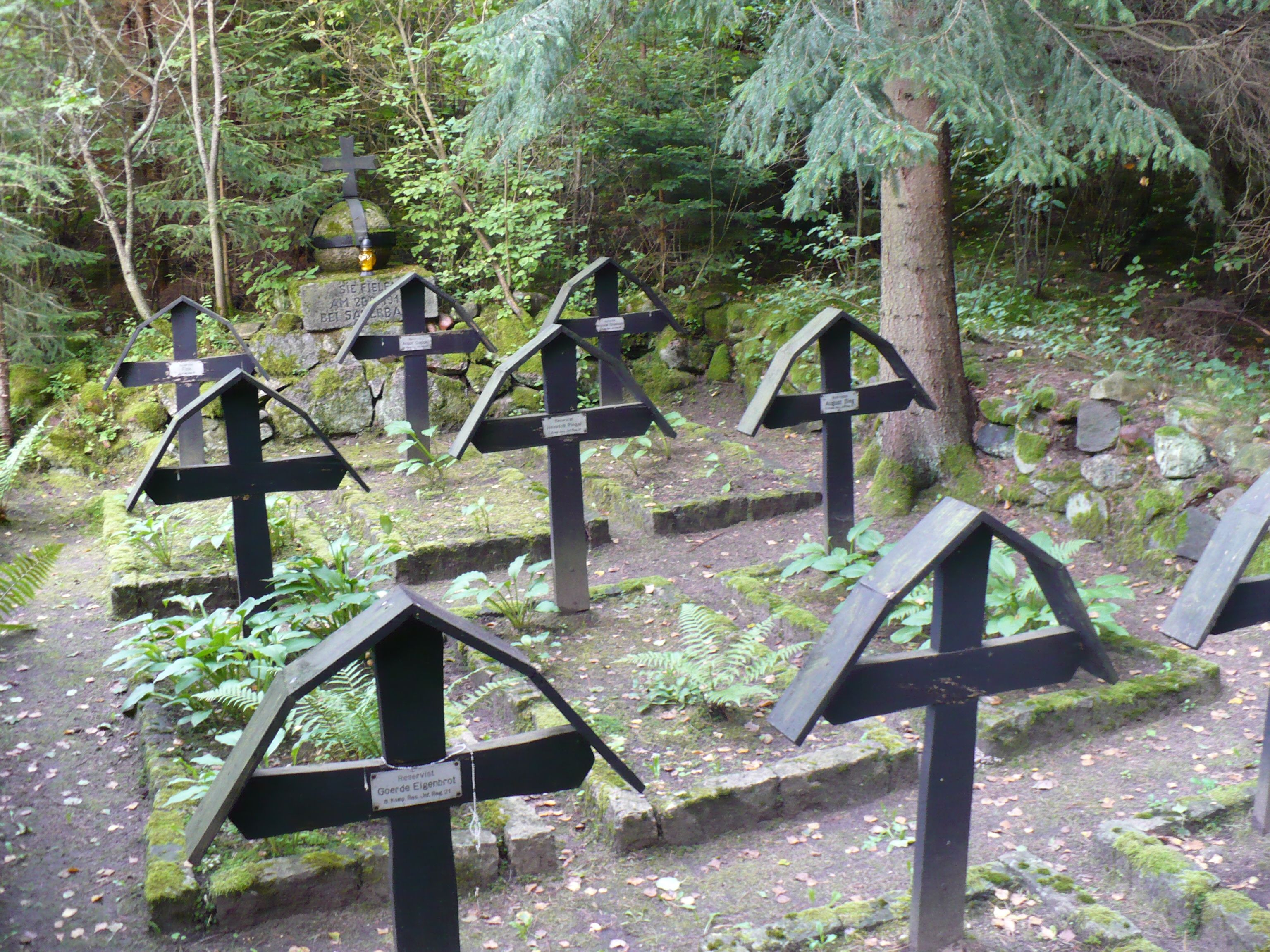
Soldatenfriedhof der im Ersten Weltkrieg gefallenen deutschen und russischen Soldaten